# The Gathering (альбом Дайан Шуур)
The Gathering — студийный альбом американской певицы и пианистки Дайан Шуур, выпущенный в 2011 году на лейбле Vanguard Records. В альбоме певица обращается к песням в стиле кантри 1950—1970-х годов, включая композиции Хэнка Кокрана, Вилли Нельсона, Мерла Хаггарда, Роджера Миллера и Криса Кристофферсона.

## Отзывы критиков
| Оценки критиков | Оценки критиков |
| Источник        | Оценка          |
| --------------- | --------------- |
| AllMusic        | [ 2 ]           |
| The Province    | C+              |

Чарльз Дж. Ганс из The San Diego Union-Tribune написал: «Это аутентичный альбом-кроссовер, в котором Шуур избегает очевидных уловок, таких как пение с гнусавостью или использование педальной слайд-гитары. Поклонникам кантри должно понравиться слушать любимые песни в исполнении певицы с чувством джаза, в то время как поклонники джаза могут по-новому оценить авторство песен в стиле кантри».

## Список композиций
1. «Why Can’t He Be You» (Хэнк Кокран) — 4:55
2. «Healing Hands of Time» (Вилли Нельсон) — 5:30
3. «Beneath Still Waters» (Даллас Фрейзер) — 4:34
4. «Til I Can Make It on My Own» (Джордж Ричи, Билли Шеррилл, Тэмми Уайнетт) — 3:13
5. «Don’t Touch Me» (Хэнк Кокран) — 3:53
6. «Today I Started Loving You Again» (Мерл Хаггард, Бонни Оуэнс) — 4:53
7. «Til I Get It Right» (Ларри Хенли, Ред Лейн) — 3:09
8. «Am I That Easy to Forget» (Карл Белью, Шелби Синглтон) — 3:34
9. «When Two Worlds Collide» (Билл Андерсон, Роджер Миллер) — 3:14
10. «Nobody Wins» (Крис Кристофферсон) — 3:18

## Участники записи
- Бас-гитара — Майкл Роудс
- Барабаны — Эдди Байерс
- Вибрафон — Эрик Даркен
- Вокал, фортепиано — Диана Шуур
- Вокал — Кармелла Рэмси, Винс Гилл
- Гитара — Стив Гибсон, Марк Нопфлер, Ларри Карлтон
- Продюсер — Стив Бакингем
- Саксофон — Кирк Уэйлум
- Электрофортепиано — Майк Рохас

## Чарты
| Чарт (2011)                                 | Высшая позиция |
| ------------------------------------------- | -------------- |
| США (Billboard Top Jazz Albums)             | 31             |
| США (Billboard Top Traditional Jazz Albums) | 20             |